# Золочівський замок
Зо́лочівський за́мок — замок, пам'ятка історії та культури національного значення в місті Золочеві Львівської області в Україні. Музей-заповідник «Золочівський замок» — відділ Львівської галереї мистецтв. Замок входить до туристичного маршруту «Золота підкова Львівщини».

## Опис

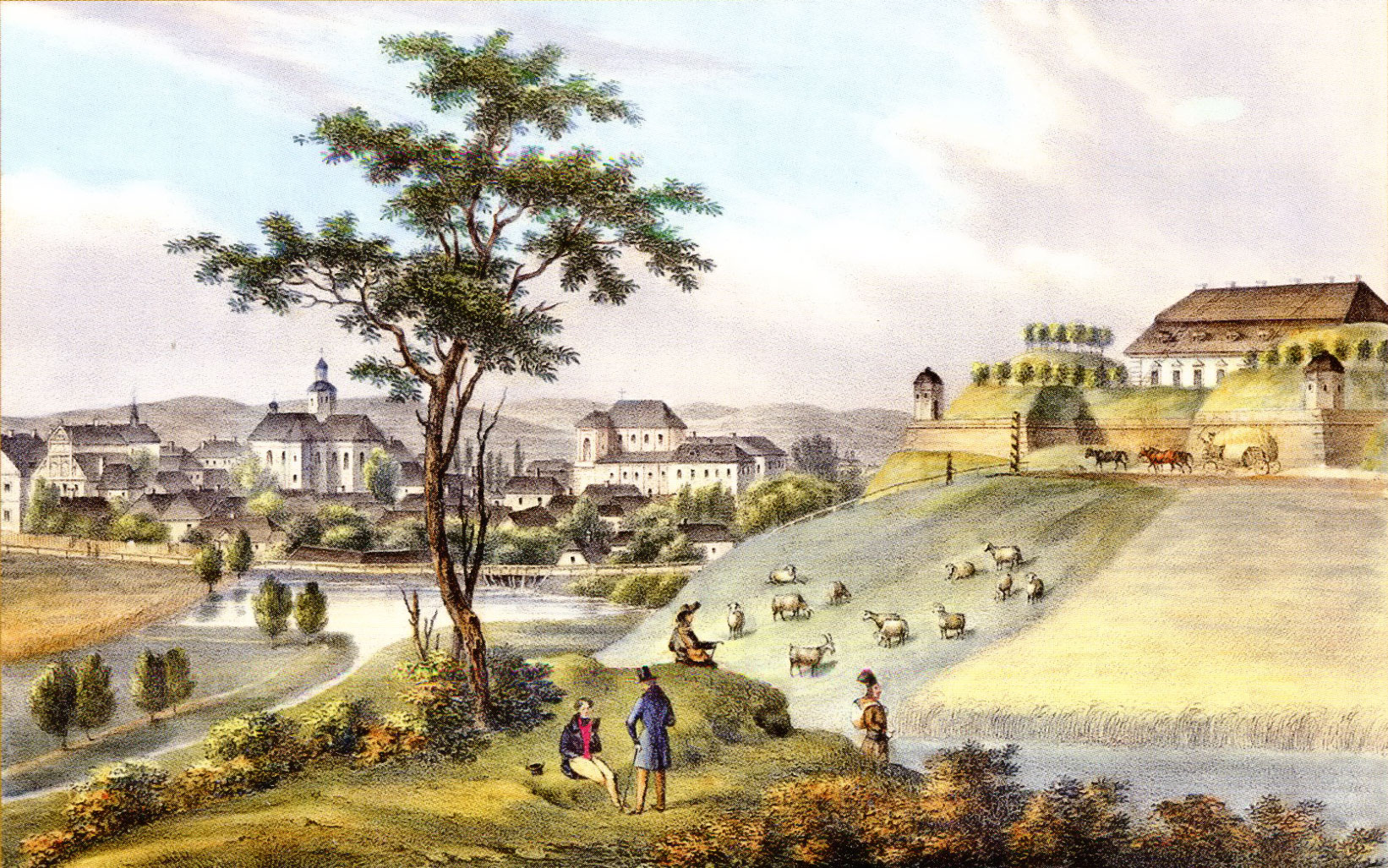
Карел Ауер. Вигляд Золочева й замку. 1830

Упродовж віків замок служив як фортеця, королівська резиденція, панська садиба, в'язниця, навчальний заклад.
Зведений у 1634 році як оборонна фортеця на кошти Якуба Собеського, батька короля Польщі та правителя Речі Посполитої Яна III Собеського, за проєктом невідомого італійського архітектора на місці старого дерев'яного замку, який оточували потужні земляні вали, обкладені каменем, з бастіонами на кутах та ровами з водою. У дворі замку є два палаци. Більший з них має назву Великого, а навпроти в'їзної вежі розміщений Китайський. Цікавим також замок є тим, що тут була система каналізації, яка збереглася до наших днів.
Замок є зразком оборонної споруди неоголландського типу і належить до пам'яток типу «palazzo in fortezzo» (палац у фортеці), тобто поєднує функції оборони та житла.
Оборонні споруди Золочівського замку — це вали, бастіони, надбрамна вежа, міст і равелін. З часів заснування збереглися вали, бастіони, частково надбрамний корпус, а равелін і міст — реконструкція.
У замковому дворі збереглися донині лише Китайський палац, Великий житловий палац і значно перебудована у кінці XIX століття надбрамна вежа.
В'їзна вежа, Китайський і Великий житловий палаци творять ренесансний ансамбль.

## Великий житловий палац
Великий житловий палац Золочівського замку — це двоповерхова будівля розміром 72×22 м з підвалами. Під час реставрації відтворено розташування кімнат, віднайдено шість туалетів початку XVIII століття, потайний хід та комини. Втраченими є печі, каміни, підлоги. З порталів внутрішніх дверей зберігся один повністю на першому поверсі та два напівзруйновані — на другому.
У серпні 2009 року відкритий для огляду. На першому поверсі Великого палацу в експозиційних залах представлено історію замку, тюремний час, період реставрації, регіон Золочева. Також тут розміщена палацова капличка Благовіщення, виставковий зал, зали XVII і XVIII століття. На другому поверсі палацу розміщено відділ «Інтер'єри періоду історизму».
У Великому палаці представлено понад 550 експонатів, у тому числі 122 одиниці живопису, 123 одиниці меблів, зброя, порцеляна, скульптура, килими, речі, знайдені під час реставраційних робіт, мисливські трофеї та інше.
Серед живописних робіт портрети XVII–XIX століть, батальна картина італійського художника Мартина Альтомонте «Битва під Парканами», а також давні копії картин відомих європейських художників: Альбрехта Дюрера «Мадонна з дитятком», Пітера Пауля Рубенса «Свята вечеря», «Суд Соломона», Рембрандта ван Рейна «Вигнання Агари», «Вчений», «Портрет чоловіка», Антоніса ван Дейка «Портрет молодої людини» («Портрет Рупрехта з Палатинату») та багато інших.

## Китайський палац

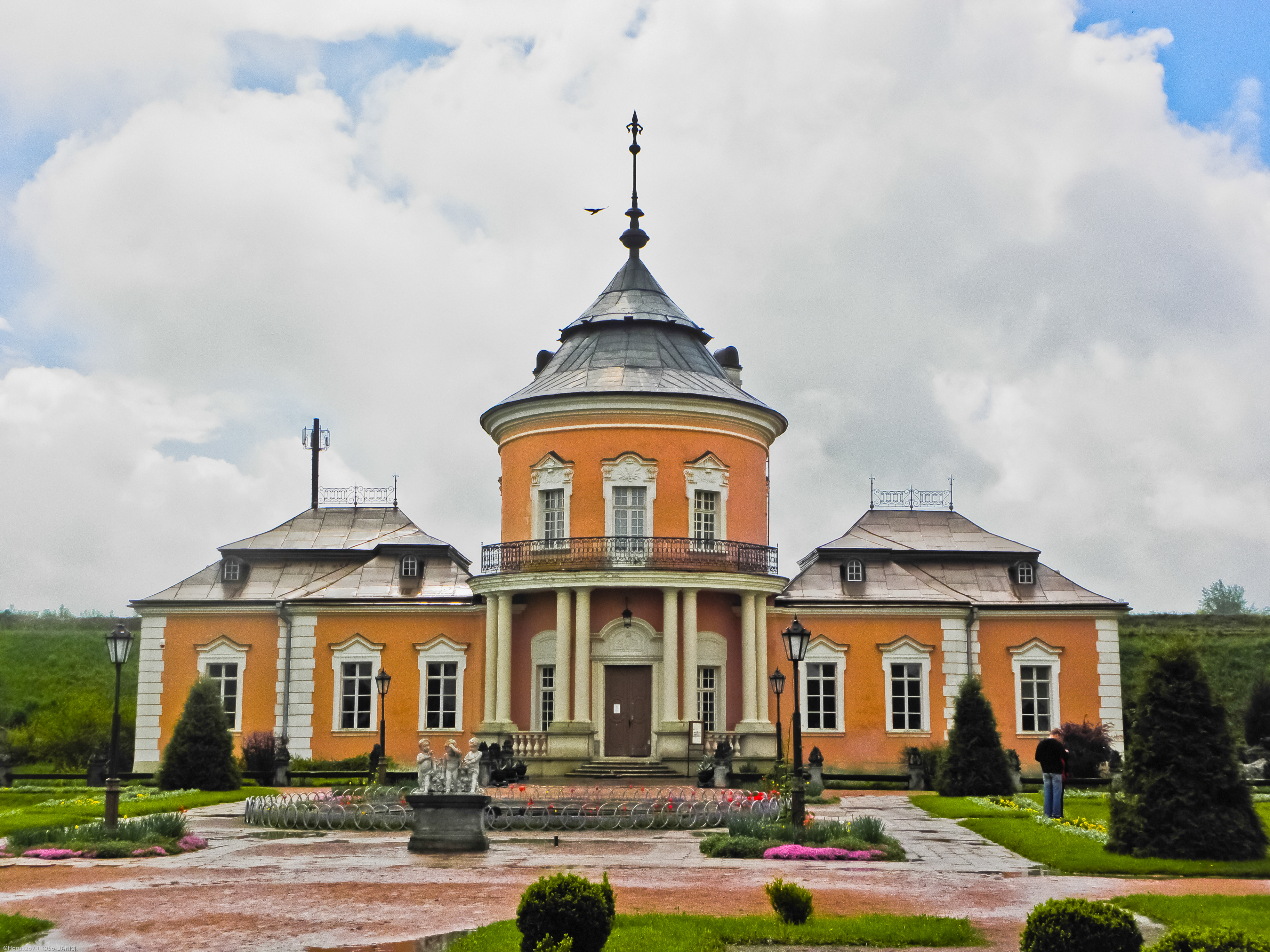
Китайський палац

Китайський палац у Золочівському замку наприкінці XVII століття побудований коштом польського короля Яна ІІІ Собеського для своєї коханої дружини Марисеньки. Має вигляд двоповерхової шпилястої ротонди з одноповерховими бічними прибудовами. Спочатку це була галерея-ротонда з вісьмома колонами з боку головного фасаду і балконом довкола. У XVIII столітті добудували бічні прибудови і назвали будівлю Китайським палацом. Рельєфи над дверима і вікнами другого поверху ротонди збережені.
У відреставрованому палаці 21 травня 2004 року відкрито Музей східних культур.
У центральній двоповерховій частині палацу — ротонді — облаштовано інтер'єр і «чайний зал». У п'яти експозиційних залах представлено близько 250 творів живопису, графіки, скульптури, предметів декоративно-прикладного мистецтва, а також археологічних експонатів, які представляють мистецтво Єгипту, Шумеру, Китаю, Японії, Індії, Індонезії, Османської імперії, Персії. Серед експонатів — мумія сокола, фрагменти єгипетських саркофагів, японська графіка другої половини XVIII століття, лакові вироби Китаю, східні тканини XVII–XVIII століть, полотно львівського художника кінця XVII століття Івана Малиновського «Єрусалим».
Навколо Китайського палацу закладено східний парк з альтанкою.
|                                                    |  |  |
| Пам'ятна монета НБУ присвячена Золочівському замку |  |  |

## Равелін
У 2007 році відновлено одну з оборонних споруд замку — равелін. Тепер у ньому розташований ресторан, сувенірна крамниця, санвузол.

## Капличка-пам'ятник біля входу до замку
Під час реставрації Золочівського замку в липні 1995 року відкрито капличку-пам'ятник жертвам НКВС, закатованих у замку перед відступом більшовиків у червні 1941 року. Авторський колектив каплички-пам'ятника — архітектор Василь Каменщик, скульптор Теодозія Бриж, художники Євген і Ярема Безніски.

## Загадкові камені
Одним із найцікавіших експонатів у Золочівському замку є камені з зашифрованими написами. Написи, датовані кінцем XIV — початком XV століття, поки що не відчитані. Камені привезли у 2000 році з околиці Золочева — села Новосілок. Припускають, що написи могли бути зроблені тамплієрами, яким також міг належати замок, руїни якого збереглися в околицях цього села.

## Доброчинність
Понад 20 млн гривень для відновлення Золочівського замку пожертвував Петро Писарчук. За ці кошти реставрували Китайський та Великий палаци, проклали системи водо- та теплопостачання, відновили фасад Великого палацу, побудували тунель із брамою для заїзду, равелін, підйомний міст. Поруч із замком відкрили пам'ятник сакрального мистецтва «Джерело», який став символічним в'їзним знаком.

## Галерея

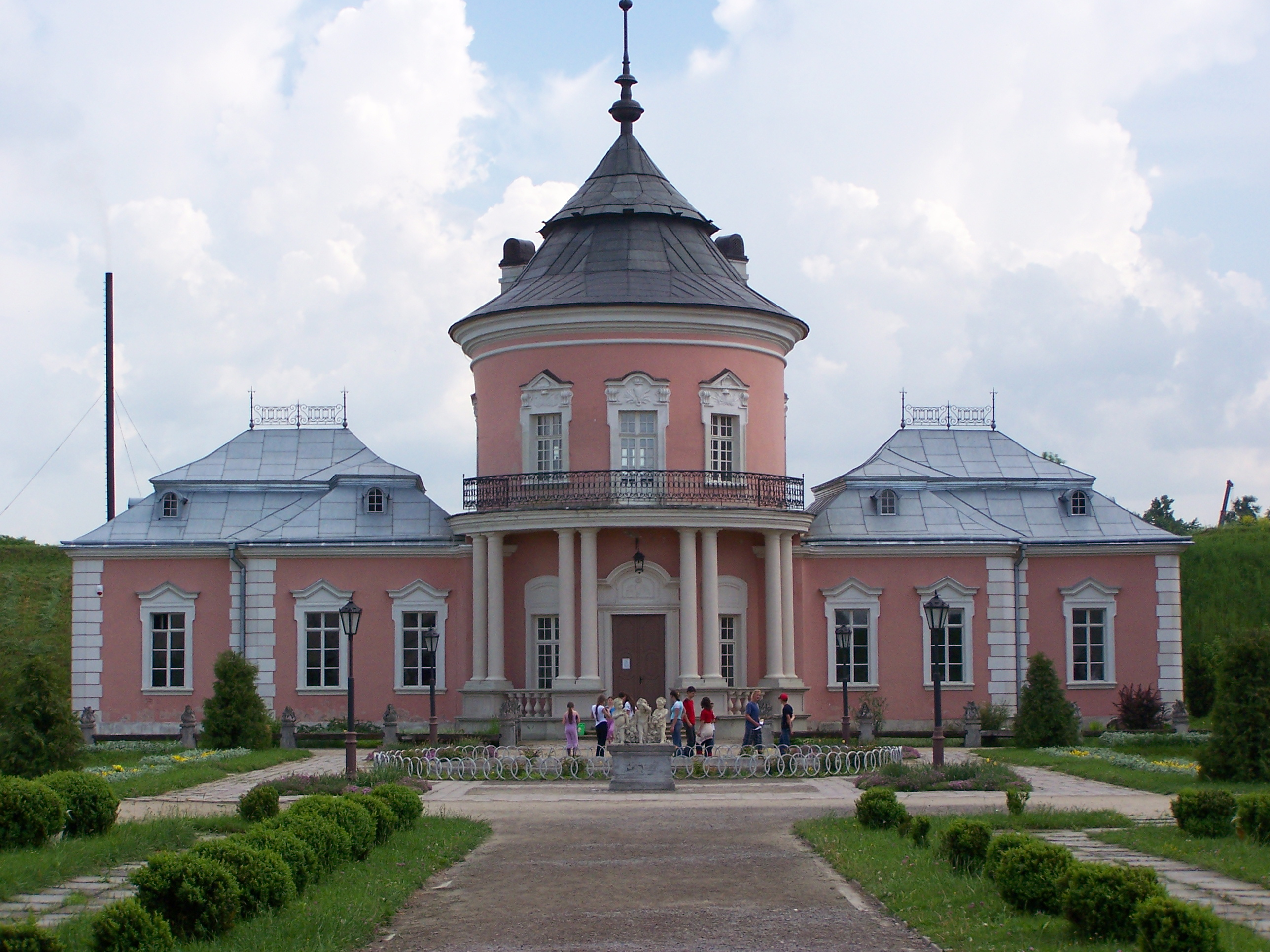
Китайський палац
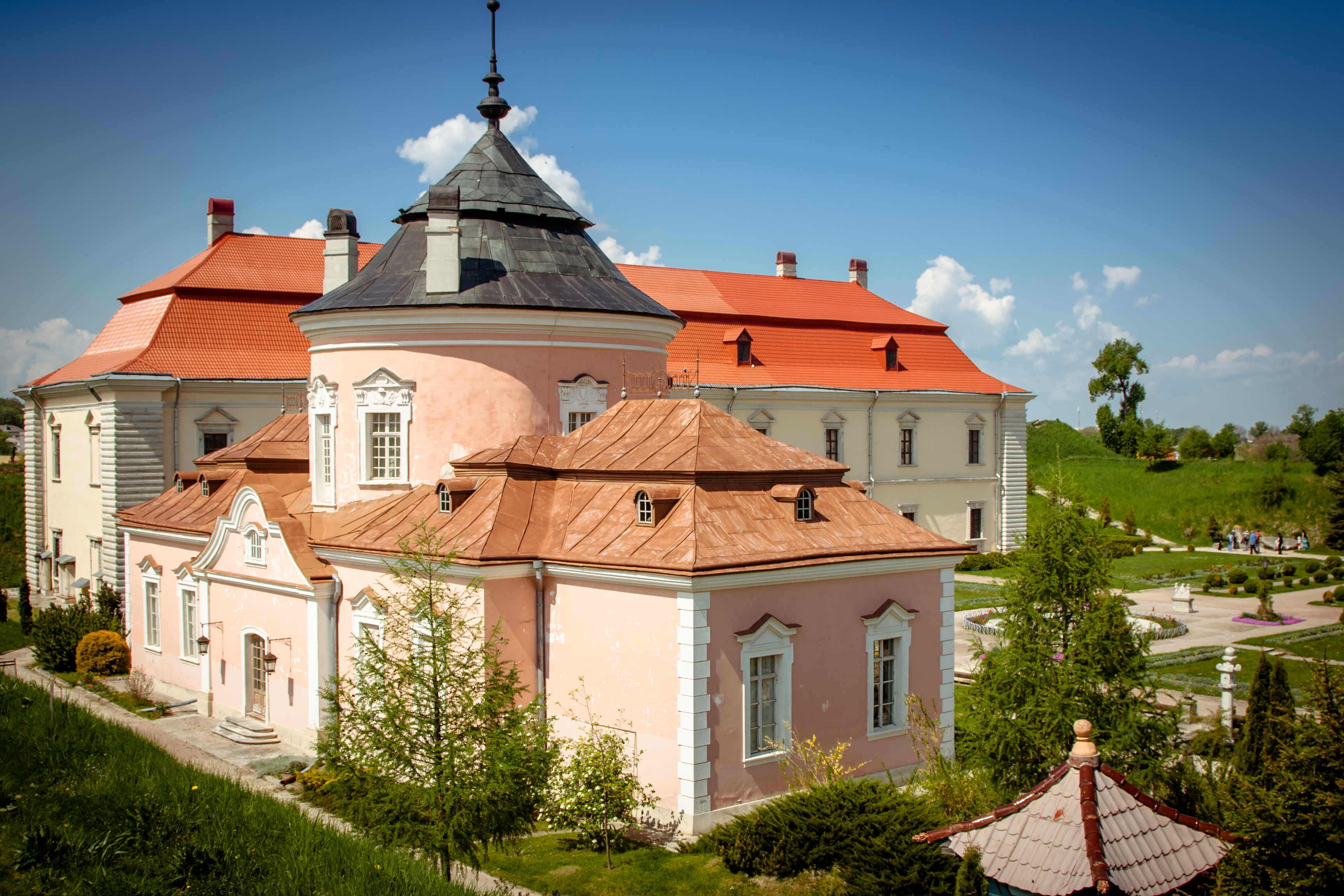
Китайський палац (вигляд збоку)
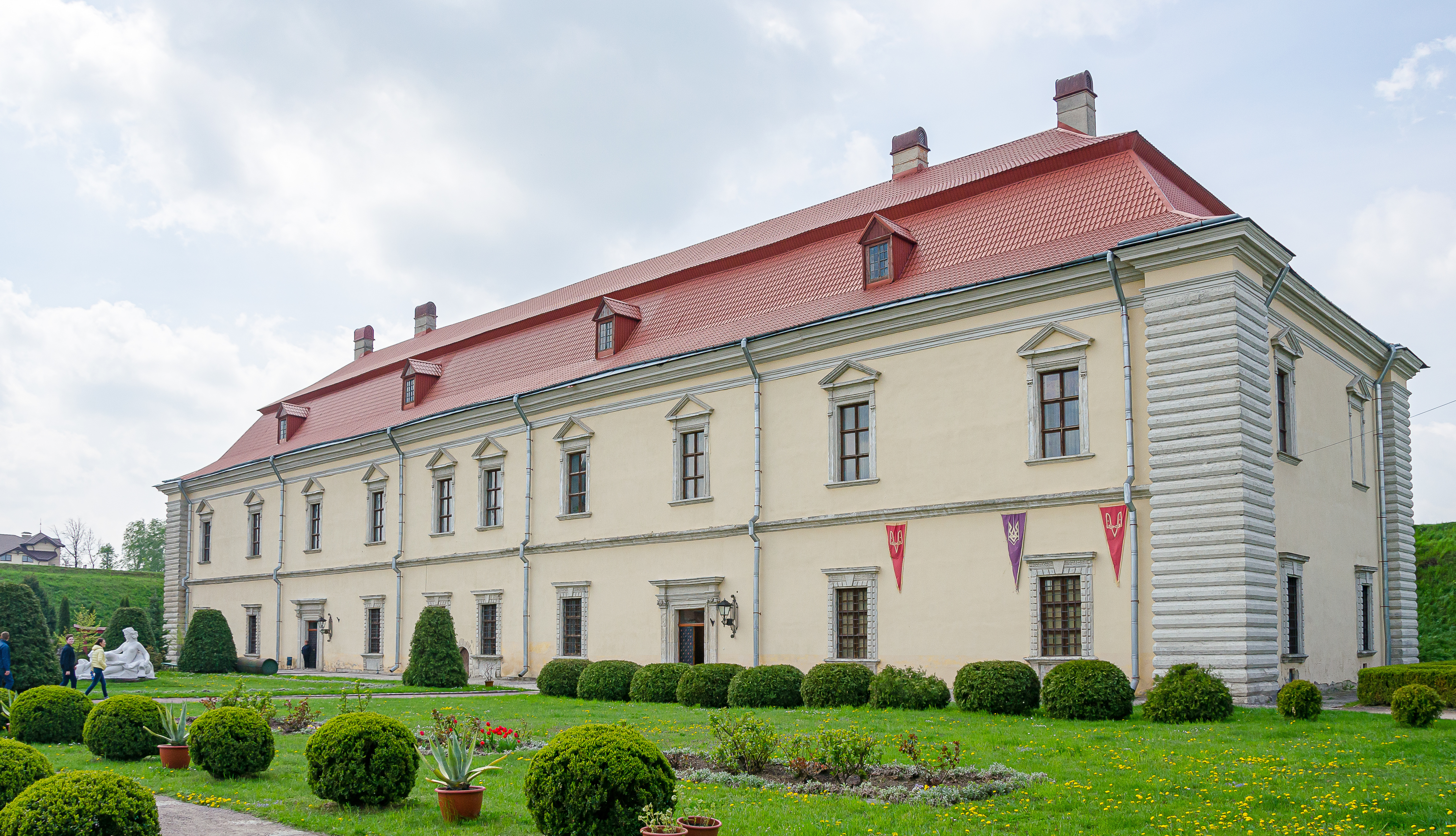
Великий житловий палац
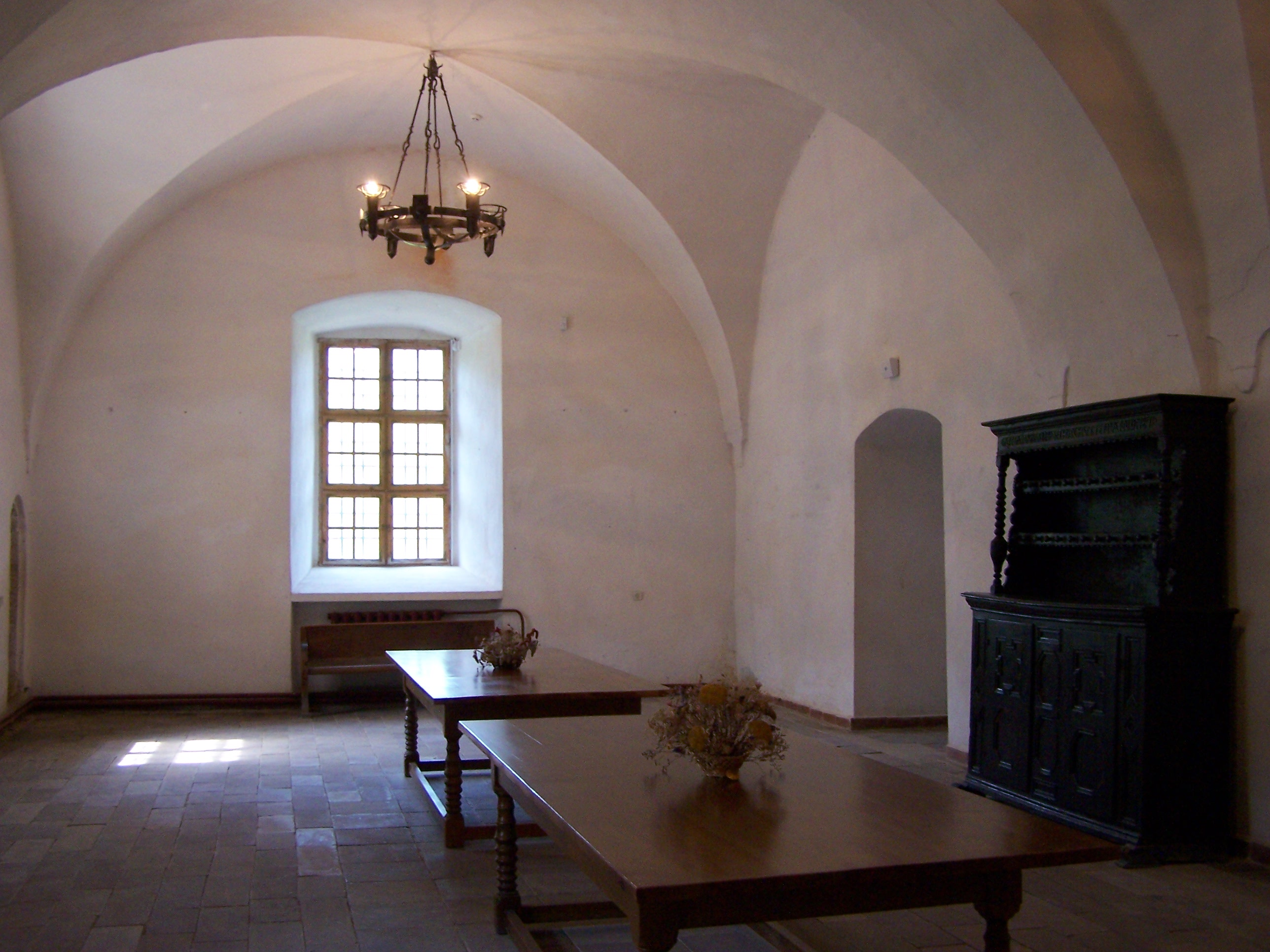
Одна з кімнат Великого житлового палацу
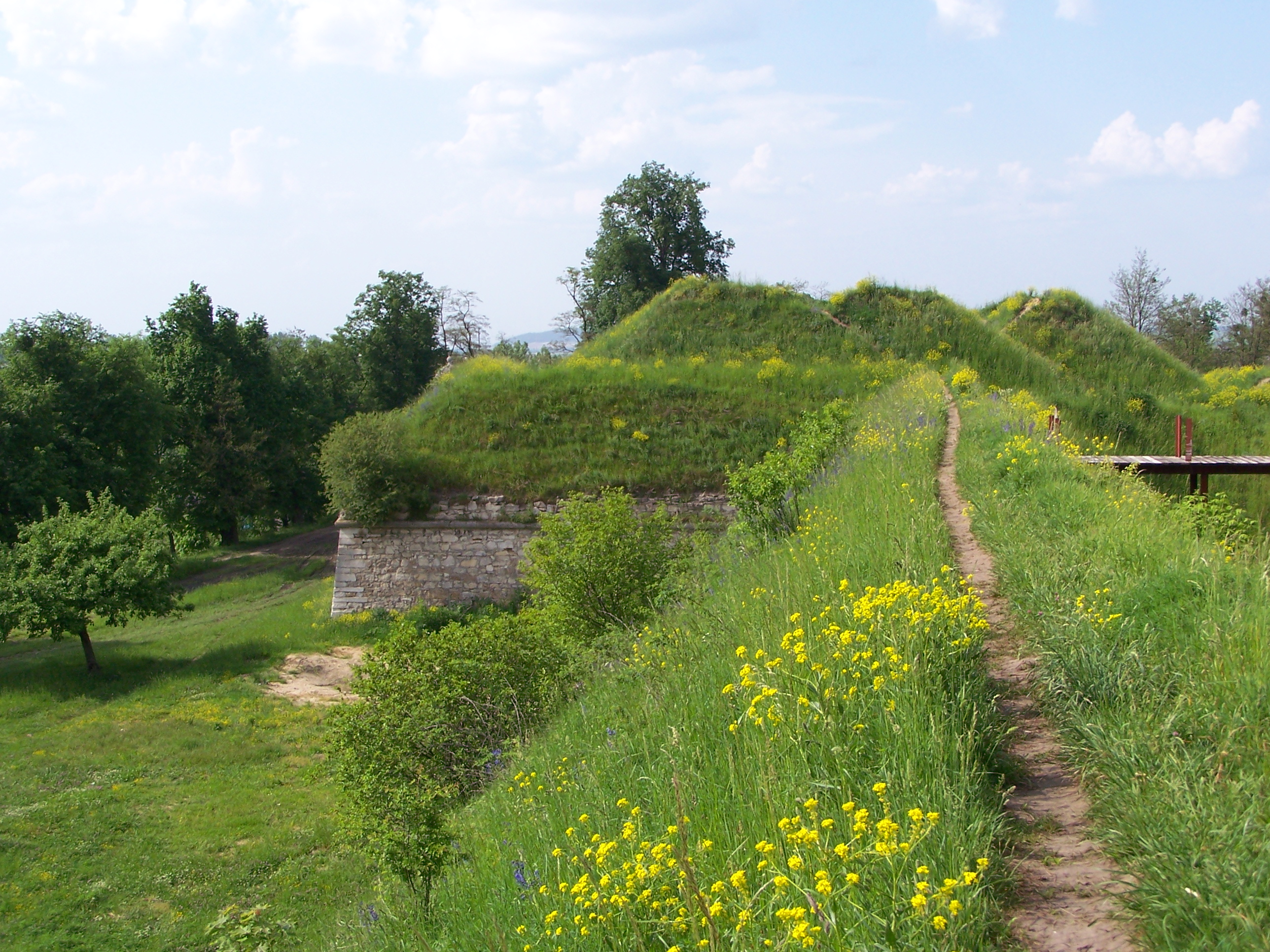
Земляний вал замку і місток з кабінету короля на вали
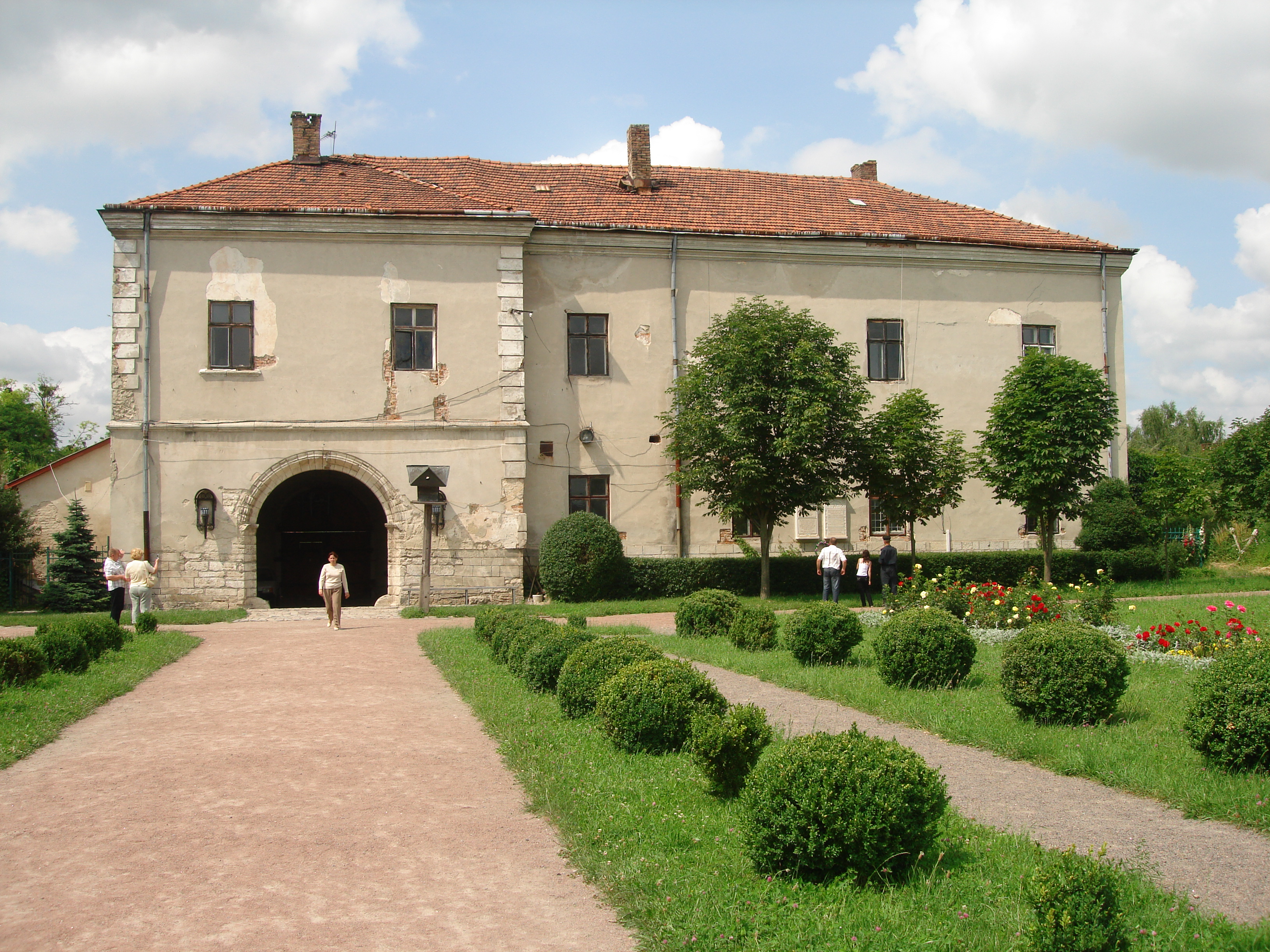
В'їзна брама (вигляд з подвір'я)
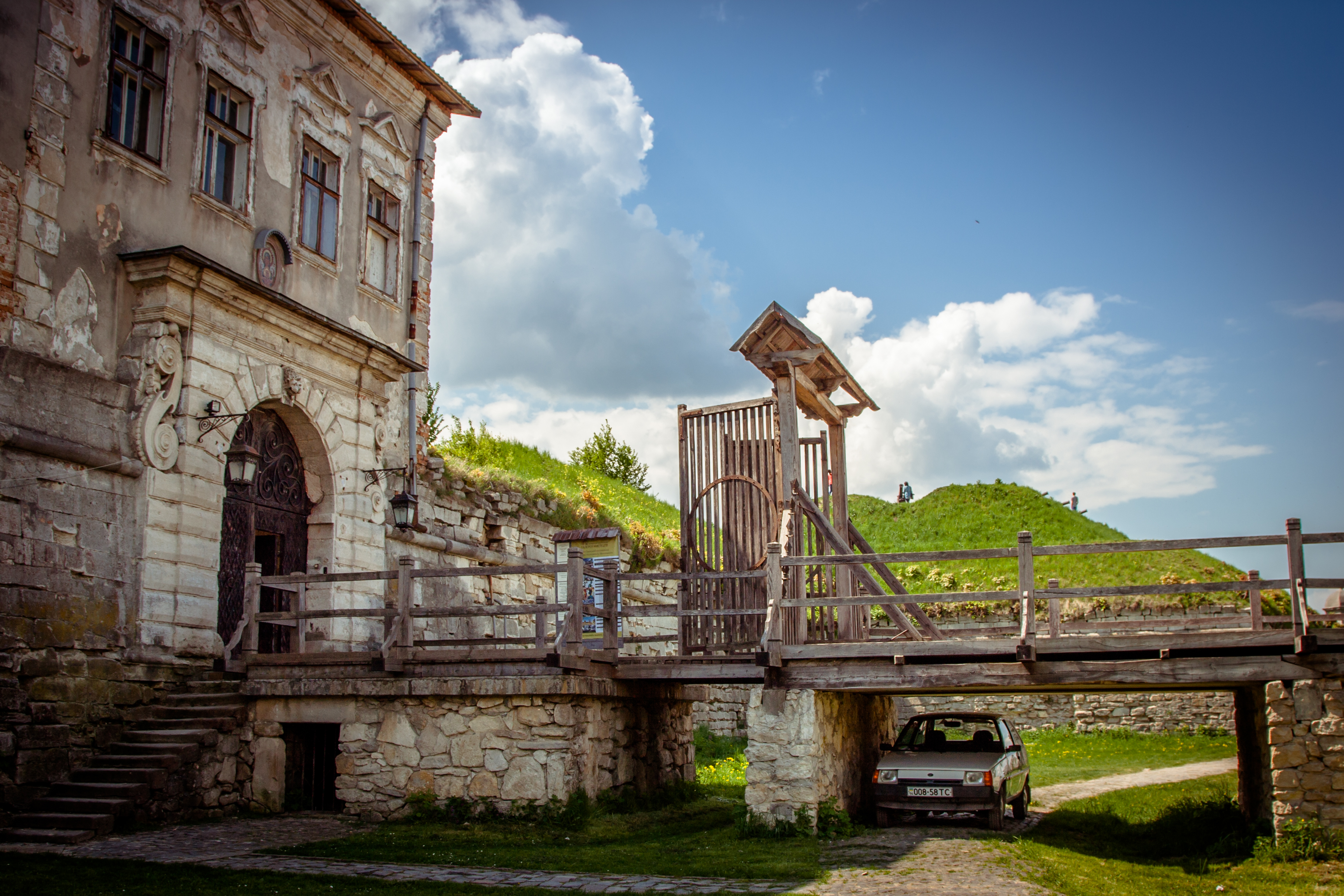
Вхід до Золочівського замку
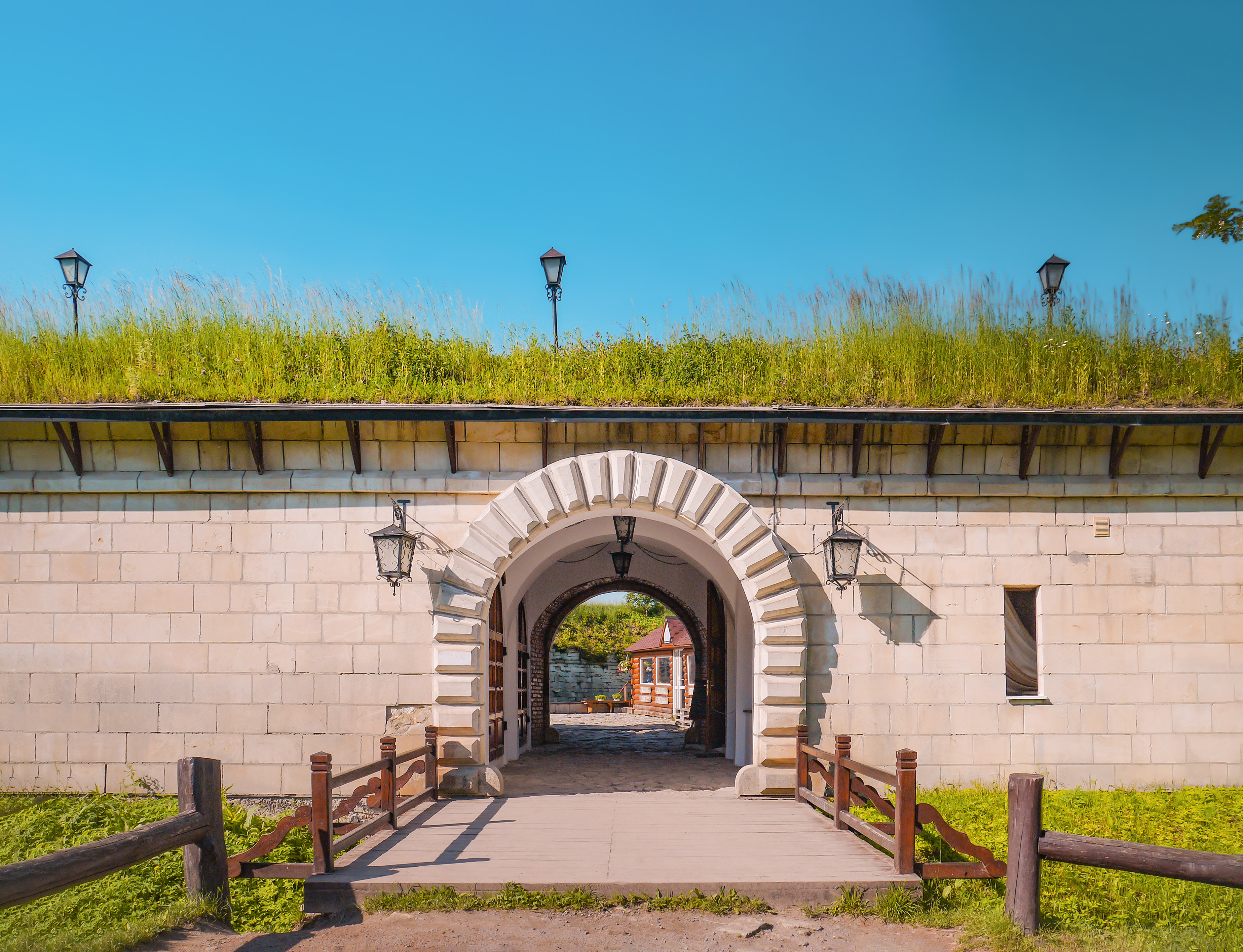
Бастион
Золочівський замок доби Яна ІІІ Собеського (реконструкція Качора І. В.)
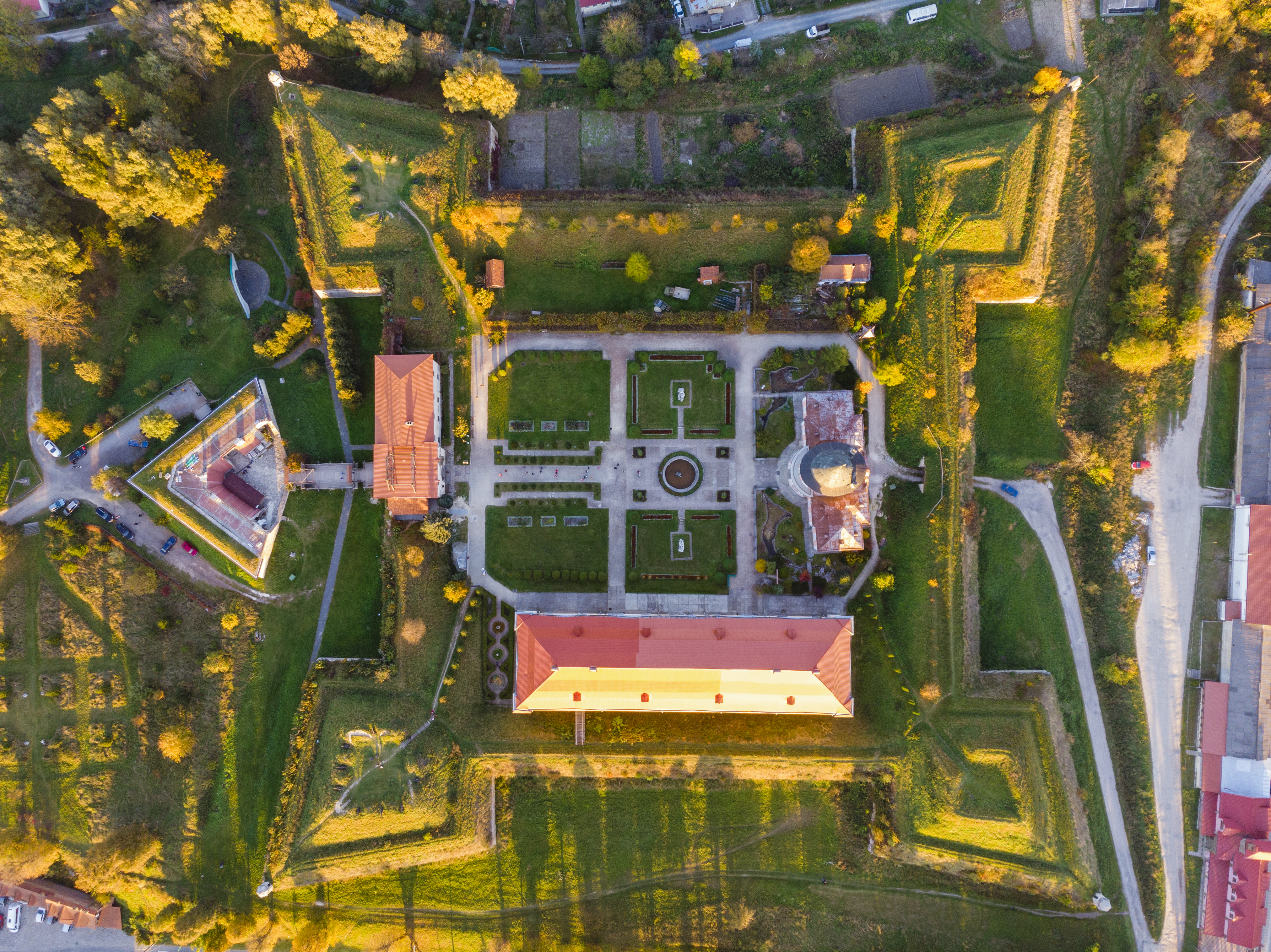
Вид на замок з висоти пташиного польоту